# Pentagramma

Pentagramma

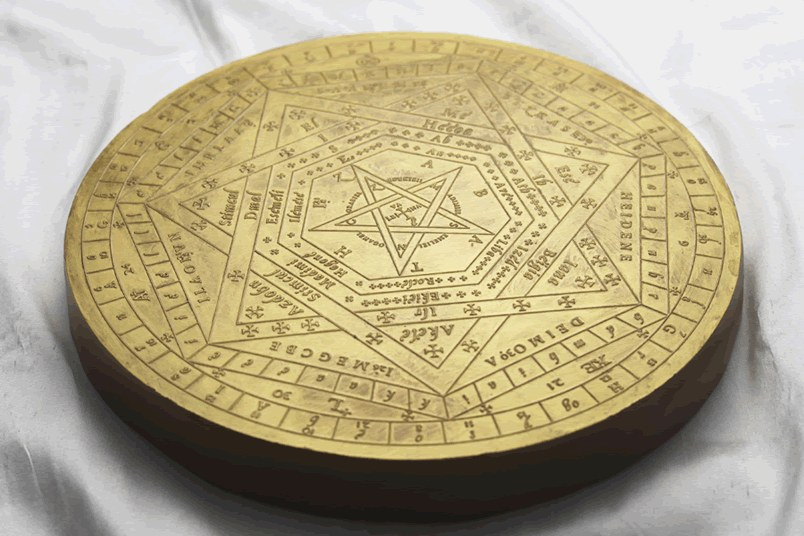
A pentagramma mint végtelen csomó

A pentagramma vagy pentagram a szabályos ötszög átlói által alkotott ötágú csillag.
A pentagramma szó a görög πεντάγραμμον (pentagrammon) szóból származik, ami főnévi formája a πεντάγραμμος (pentagrammosz) vagy πεντέγραμμος (pentegrammosz) – „öt vonal” szónak.
A pentagramma ősidők óta fontos szimbólum, aminek mágikus vonásokat tulajdonítottak. Régen Vénusz és a hozzá kapcsolódó istenségek jelképe volt. A püthagoreusoknál fontos vallási-filozófiai szerepet töltött be, néha Püthagorasz-féle csillagként is emlegetik.

## Geometria

Az európai zászló 12 ötágú csillagot ábrázoló zászlómotívuma

A pentagramma csúcsaiban lévő szögek összege 5 × 36° = 180°, ugyanannyi, mint egy háromszög szögeinek összege. Számos helyen megtalálható benne az aranymetszés aránya. A középen lévő alakzat maga is szabályos ötszög, a csúcsok által kifeszített ötszöghöz is pontosan az aranymetszés szabályai szerint aránylik.

Pentagramma és aranymetszés – a három kék szakasz aránya 1:φ:(1-φ), a három sárgáé hasonlóképpen
A szárakon egymás után következő pentagrammák aránya épp az aranymetszés

A szabályos ötszöghöz hasonlóan a pentagramma szimmetriacsoportja is a D10 diédercsoport.

## Története

### Ókor
A pentagramma legkorábbi ismert említése mezopotámiai írásokban történik, i. e. 3000 körül. A sumereknél a pentagramma (csúcsával lefelé) az „UB” szó piktogramja volt, jelentése sarok, szög, zug, üreg, lyuk, verem. Babilóniában valószínűleg  az öt irányt jelképezte: elöl, hátul, balra, jobbra és felül. Ezeknek az irányoknak asztrológiai jelentése volt: az öt bolygót (Jupiter, Merkúr, Mars, Szaturnusz és Vénusz) jelképezték.
A püthagoreusok a (lefelé fordított csúcsú) pentagrammát a ύγιεια (Hygieia, egészség – egyben az egészség görög istenének, Hygieia-nak a neve) névvel illették. Mivel az aranymetszés fontos szerepet játszott a világképükben, a pentagrammát a tökéletesség jelképének tekintették. A vele kapcsolatos filozófiájukat Syrosi Pherekidész fejtette ki művében, a Pentemychosban (amiből csak töredékek maradtak fenn). A pentemychos szó jelentése „öt kamra”. A püthagoreusok a pentemychost egy helynek hitték valahol a Tartaroszban – ez az a hely, ahova a kozmosz első csíráját el kellett helyezni, hogy a rendezett kozmosz megjelenjen.

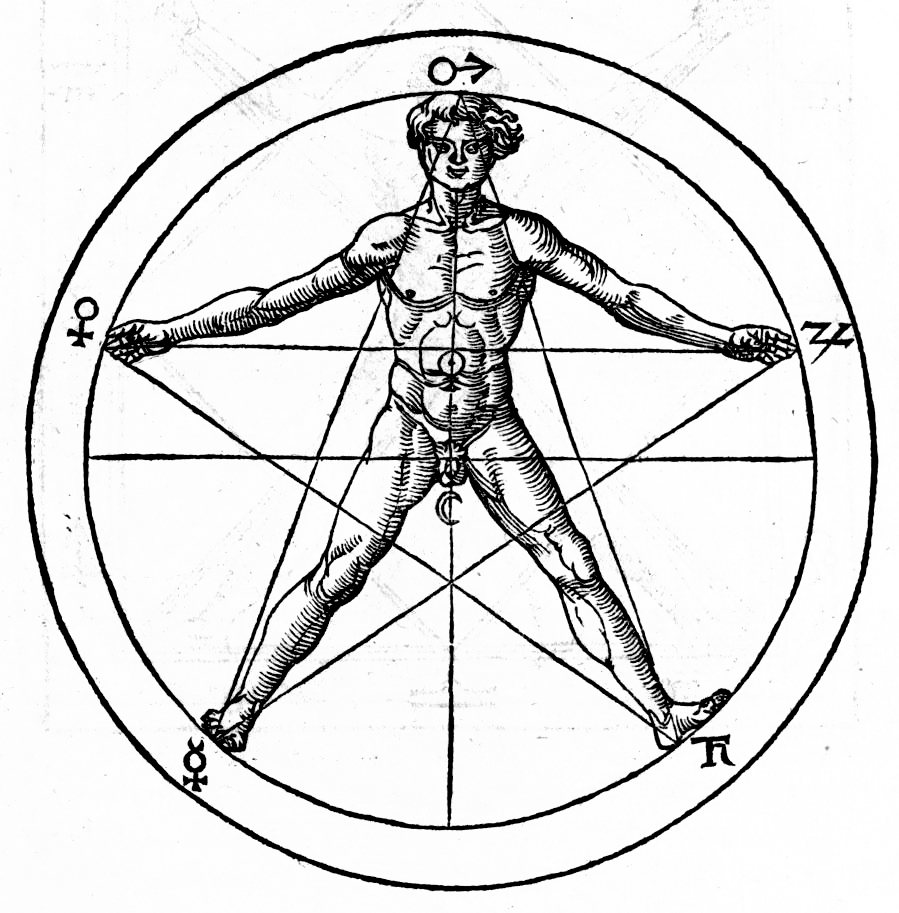
Pentagramma Heinrich Cornelius Agrippa Libri tres de occulta philosophia című művéből. Az ábra az emberi test és az aranymetszés kapcsolatát illusztrálja. A csúcsokon látható jelek (felülről kezdve, az óramutató járása szerint) a Mars, a Jupiter, a Szaturnusz, a Merkúr és a Vénusz asztrológiai jelei.

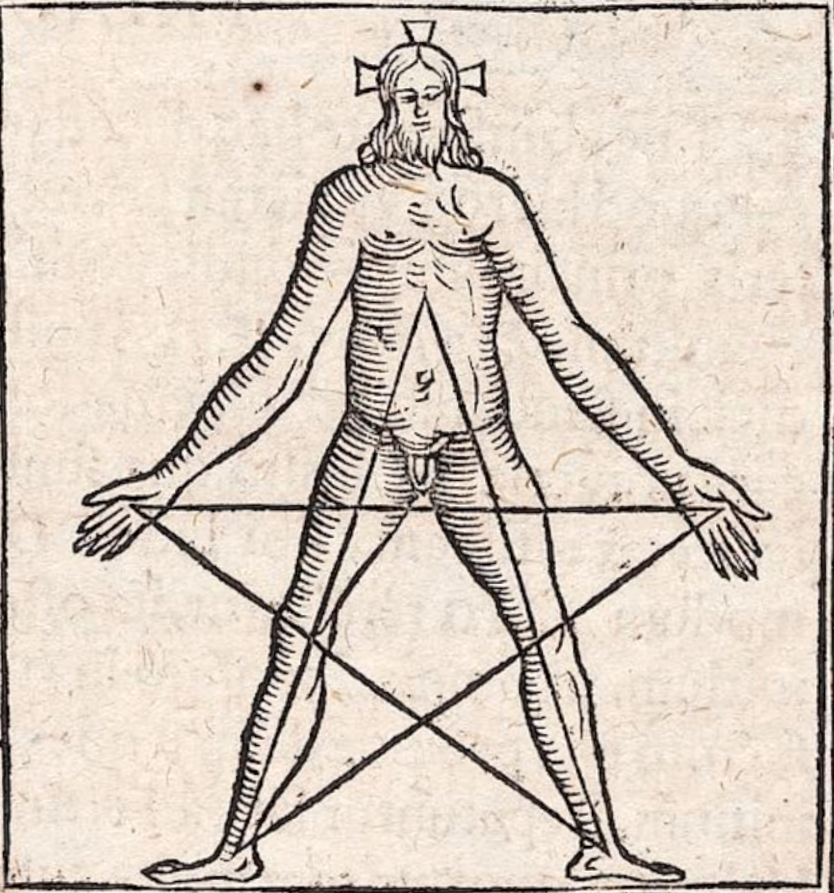
Az öt érzék: látás, hallás, ízlelés, szaglás, tapintás; az egészség vagy Jézus öt sebhelye. Ábra Valeriano Bolzani Hieroglyphica (1556) című művéből

### Középkor
A középkorban az öt őselemet jelölték vele:
- ύδωρ, Hydor, víz
- Γαια, Gaia föld
- ίδέα, Idea vagy ίερόν, Hieron "szent dolog"
- έιλή, Heile, hő (tűz)
- άήρ, Aer, levegő

A szavak kezdőbetűi (υ-γ-ι-ει-α, Hygieia) éppen azt a nevét adja ki, amelyet a püthagoreusok használtak a pentagrammára.
A számmisztikában öt ága a női princípium (aminek száma a kettő) és a férfi princípium (száma a három) egységét jelképezve a házasság, a boldogság, a beteljesülés és a tökéletesség jelképe volt. A tudományok kulcsának, a titkok nyitójának is tartották; Paracelsus szerint a leghatalmasabb jel.

A hajnalcsillag, Jézus jelképe

A keresztény szimbolikában a pentagramma az öt érzék jelképe. A csúcsaira az S, A, L, V, S betűket írva az egészség jelképe (az egészség latinul salūs). Néha Krisztus öt sebét is jelképezi. A pentagramma egyik csúcsát megnyújtva kapjuk a hajnalcsillagot.

## Újkor
A szabadkőművesek a pentagrammát lángoló csillagnak nevezték, és a Napnak, az első anyagnak, az élet forrásának szimbólumát látták benne.
A Golden Dawn rend pentagrammarituáléjában a pentagramma egyetlen vonallal való megrajzolása (az iránytól és a kezdőponttól függően) a szellemidézés és -űzés kelléke volt.
Anton Szandor LaVey individualista és ateista (pontosabban autodeista) szervezete, a Sátán Egyháza (Church of Satan) jelképében, „Baphomet pecsétjében” egy csúcsával lefelé mutató pentagramma szerepel. Mivel az egy csúcsával felfelé mutató ötágú csillag hagyományosan a szellemi világot ábrázolja, a felfordított pentagramma LaVey szerint az ember testi, karnális jellegét és annak a spiritualitással szembeni elsőbbségét fejezi ki. Maga a csillag az egyén által megtapasztalt szubjektív világmindenséget is szimbolizálja.
A pentagramma az ötágú csillag alapja is, ami többféle szimbólumként is megjelenik, ezek közül talán a legismertebb a vörös csillag, ami a 20. században a kommunizmus  szimbólumává vált Magyarországon. Sokszor használják díszítőelemként is, például fehéreket sötét háttér előtt, amikor a világűr stilizált csillagaiként jelennek meg, vagy karácsonyi, egyéb ünnepi dekorációként.

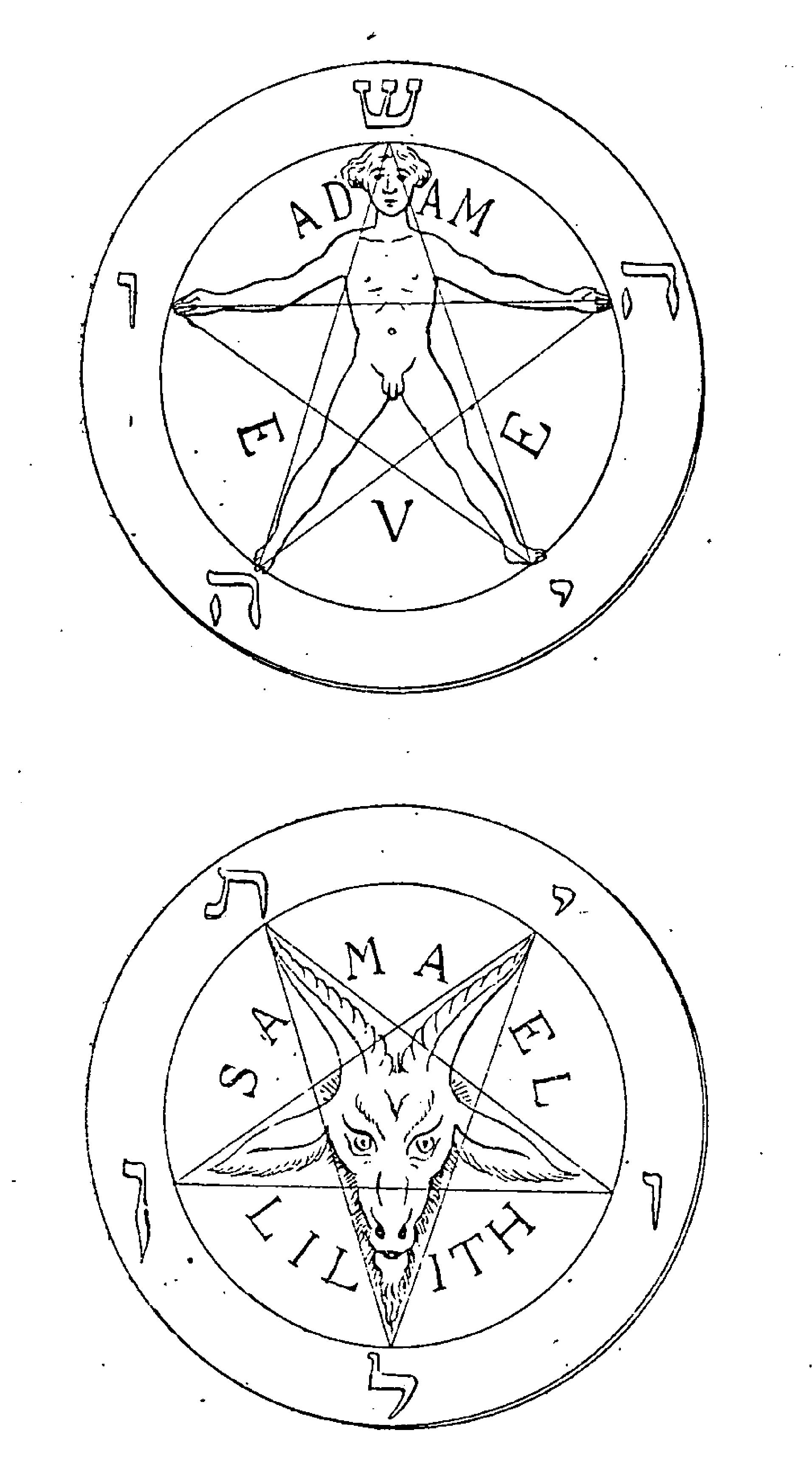
Pentagrammák Stanislas de Guaita 1897-es La Clef de la Magie Noire című könyvéből
Vörös csillag
A körbe rajzolt pentagramma a neopogányoknál az öt őselem egyensúlyát szimbolizálja.

### Újpogányság
Az újpogány mozgalmak gyakran használják a körbe rajzolt pentagrammát az öt őselem (tűz, víz, föld, levegő, lélek) egyensúlyának szimbólumaként.

## Pentagrammák az irodalomban
A Sir Gawain és a zöld lovag című 14. századi költemény szerint Sir Gawain pajzsán pentagramma volt, aminek az öt éle a lovagság öt erényét jelképezte.
Goethe Faustjában Mefisztó nem tud átlépni a pentagrammával megjelölt küszöbön.
A Cthulhu mítosz egyes, August Derleth által írt (de rendszerint tévesen H. P. Lovecraftnak tulajdonított) darabjaiban szereplő ősi jel (Elder Sign) egy görbe vonalakkal rajzolt pentagramma, a közepén egy szem szimbólumával. Legelőször Derleth Árnyak a kapu előtt (The Lurker at the Threshold) című novellájában szerepelt.

## A pentagrammából származó mai jelképek

Marokkó zászlaja

- A pentagramma a Vörös Brigádok nevű olasz marxista terrorista csoport jelképe.
- A piros alapon zöld pentagramma Marokkó zászlaja.
- A piros alapon fehér és a fehér alapon piros pentagramma a svájci Wallis kanton címere .

## Külső hivatkozások
- Pitagorasz (Püthagorasz i. e. 580–520 körül.)
- A pentagramma és a Baphomet-szimbólum
- Ötágú csillagok a térképen: Budapesti Szoborpark[halott link] | Che Guevara emlékműve Kubában[halott link]